# Eveliina Summanen
Eveliina Anna Maria Summanen (* 29. Mai 1998) ist eine finnische Fußballspielerin. Die Mittelfeldspielerin steht bei Tottenham Hotspur unter Vertrag und spielt seit 2017 für die finnische Nationalmannschaft.

## Karriere

### Vereine
Summanen begann ihre Karriere bei HJK Helsinki und wurde mit dem Verein 2017 Pokalsiegerin. Im Januar 2019 wechselte sie auf die andere Seite des Baltischen Meeres zum KIF Örebro. In der Damallsvenskan war sie sofort Stammspielerin, wechselte aber bereits nach einem Jahr zum Ligakonkurrenten Kristianstads DFF. Durch eine 1:2-Heimniederlage am letzten Spieltag verpassten sie zwar den Sprung auf Platz 2, waren als Dritte aber dennoch für die UEFA Women’s Champions League 2021/22 qualifiziert, da ab der Saison die Topf-6-Nationen drei Startplätze erhalten. Allerdings mussten sie in die Qualifikation, wo sie im Finale der ersten Runde den Frauen des Girondins Bordeaux unterlagen. Die Saison 2021 konnten sie erneut als Dritte abschließen, so dass Kristianstads DFF 2022 einen neuen Anlauf in der Champions League nehmen kann. Summannen wechselte allerdings im Januar 2022 zu Tottenham Hotspur, wo sie einen Vertrag bis 2023 mit der Option auf ein weiteres Jahr erhielt.

### Nationalmannschaft
Summanen nahm mit den finnischen U-17- und U-19-Nationalmannschaften an den Qualifikationen für die  U-17-Fußball-Europameisterschaft der Frauen 2015 sowie die U-19-Fußball-Europameisterschaft der Frauen 2016 und 2017 teil, konnte sich aber nie für die Endrunde qualifizieren.
2017 spielte sie erstmals in der A-Nationalmannschaft. In der Qualifikation für die WM 2019 hatte sie vier Einsätze und erzielte ein Tor, belegte mit ihrer Mannschaft aber nur den dritten Platz. Im Februar 2021 konnten sich die Finninnen dann wieder für eine Endrunde qualifizieren. Summanen kam dabei in allen acht Qualifikationsspielen zum Einsatz und erzielte im ersten Spiel gegen Schottland den 1:0-Siegtreffer. In den ersten sechs Spielen der Qualifikation für die WM 2023 stand sie jeweils in der Startelf  und erzielte im sechsten Spiel beim 6:0 gegen Georgien zwei Tore.  Am 9. Juni 2022 wurde sie für die EM-Endrunde nominiert.

## Erfolge
HJK
- Finnische Pokalsiegerin: 2017